# Roning under sommer-OL 2016 – Letvægtsdobbeltsculler (damer)
Damernes roning i letvægtsdobbeltsculler under Sommer-OL 2016 fandt sted den 7. august - 12. august 2016 på Lagoa Rodrigo de Freitas ved Copacabana.

## Format
Der var i alt kvalificeret 20 mandskaber til konkurrencen, der blev indledt med fire indledende heats med fem mandskaber i hvert heat. De to bedste mandskaber fra hvert heat gik til semifinalerne mens de resterende gik til to opsamlingsheat. I hvert opsamlingsheat gik de to bedste mandskaber videre til semifinalerne mens de otte mandskaber, der ikke kom videre blev placeret i de såkaldte C og D semifinaler. I disse ”opsamlings”-semifinaler gik de tre bedste videre til C finalen, hvor der blev dystet om pladserne fra 13 til 18. Pladserne 19 og 20 blev afgjort i D finalen af de to tabende mandskaber i ”opsamlings”-semifinalerne. 
I de to regulære semifinaler gik de tre bedste mandskaber til finalen mens de resterende seks mandskaber gik til B finalen og fik muligheden for at ro om pladserne fra 7 til 12. 

## Tidsplan
Nedenstående tabel viser tidsplanen for afvikling af konkurrencen:
| Dato       | Tid   | Runde           |
| ---------- | ----- | --------------- |
| 7. august  | 10:40 | Heats           |
| 8. august  | 09:20 | Opsamlingsheat  |
| 9. august  | 11:10 | Semifinaler C/D |
| 10. august | 08:50 | Semifinaler     |
| 10. august | 12:00 | D Finale        |
| 10. august | 12:20 | C Finale        |
| 12. august | 09:10 | B Finale        |
| 12. august | 10:00 | Finale          |

## Resultater[1]

### Heat 1
| Placering | Land           | Roer                                | Tid     | Note |
| --------- | -------------- | ----------------------------------- | ------- | ---- |
| 1         | Kina           | Wenyi Huang Feihong Pan             | 7:00,13 | Q    |
| 2         | Danmark        | Juliane Elander Anne Lolk           | 7:01,84 | Q    |
| 3         | USA            | Devery Karz Kathleen Bertko         | 7:07,37 | R    |
| 4         | Italien        | Laura Milani Valentina Rodini       | 7:09,12 | R    |
| 5         | Storbritannien | Charlotte Taylor Katherine Copeland | 7:10,25 | R    |

### Heat 2
| Placering | Land        | Roer                                | Tid     | Note |
| --------- | ----------- | ----------------------------------- | ------- | ---- |
| 1         | Holland     | Ilse Paulis Maaike Head             | 6:57,28 | Q    |
| 2         | New Zealand | Sophie Mackenzie Julia Edward       | 7:02,01 | Q    |
| 3         | Rumænien    | Ionela-Livia Lehaci Gianina Beleaga | 7:07,29 | R    |
| 4         | Japan       | Ayami Oishi Chiaki Tomita           | 7:15,75 | R    |
| 5         | Vietnam     | Huyen Ta Thanh Ly Ho Thi            | 7:29,91 | R    |

### Heat 3
| Placering | Land      | Roer                               | Tid     | Note |
| --------- | --------- | ---------------------------------- | ------- | ---- |
| 1         | Sydafrika | Kirsten McCann Ursula Grobler      | 7:07,37 | Q    |
| 2         | Irland    | Claire Lambe Sinead Lynch          | 7:10,91 | Q    |
| 3         | Brasilien | Vanessa Cozzi Fernanda Ferreira    | 7:20,79 | R    |
| 4         | Cuba      | Yislena Hernandez Licet Hernandez  | 7:26,43 | R    |
| 5         | Tunesien  | Khadija Krimi Nour Elhouda Ettaieb | 7:43,33 | R    |

### Heat 4
| Placering | Land     | Roer                                 | Tid     | Note |
| --------- | -------- | ------------------------------------ | ------- | ---- |
| 1         | Canada   | Lindsay Jennerich Patricia Obee      | 7:03,51 | Q    |
| 2         | Polen    | Weronika Deresz Martyna Mikolajczak  | 7:05,02 | Q    |
| 3         | Tyskland | Ronja Sturm Marie-Louise Drager      | 7:11,08 | R    |
| 4         | Chile    | Josefa Vila Betancurt Melita Abraham | 7:20,63 | R    |
| 5         | Hongkong | Yuen Yin Lee Ka Man Lee              | 7:29,87 | R    |

### Opsamling heat 1
| Placering | Land           | Roer                                 | Tid     | Note |
| --------- | -------------- | ------------------------------------ | ------- | ---- |
| 1         | USA            | Devery Karz Kathleen Bertko          | 7:58,90 | Q    |
| 2         | Japan          | Ayami Oishi Chiaki Tomita            | 8:00,50 | Q    |
| 3         | Storbritannien | Charlotte Taylor Katherine Copeland  | 8:05,70 | C/D  |
| 4         | Chile          | Josefa Vila Betancurt Melita Abraham | 8:11,97 | C/D  |
| 5         | Brasilien      | Vanessa Cozzi Fernanda Ferreira      | 8:15,53 | C/D  |
| 6         | Hongkong       | Yuen Yin Lee Ka Man Lee              | 8:20,96 | C/D  |

### Opsamling heat 2
| Placering | Land     | Roer                                | Tid     | Note |
| --------- | -------- | ----------------------------------- | ------- | ---- |
| 1         | Rumænien | Ionela-Livia Lehaci Gianina Beleaga | 8:00,47 | Q    |
| 2         | Tyskland | Ronja Sturm Marie-Louise Drager     | 8:02,28 | Q    |
| 3         | Italien  | Laura Milani Valentina Rodini       | 8:03,03 | C/D  |
| 4         | Vietnam  | Huyen Ta Thanh Ly Ho Thi            | 8:19,79 | C/D  |
| 5         | Cuba     | Yislena Hernandez Licet Hernandez   | 8:22,05 | C/D  |
| 6         | Tunesien | Khadija Krimi Nour Elhouda Ettaieb  | 8:33,49 | C/D  |

### Semifinale 1
| Placering | Land        | Roer                                | Tid     | Note     |
| --------- | ----------- | ----------------------------------- | ------- | -------- |
| 1         | Sydafrika   | Kirsten McCann Ursula Grobler       | 7:19,09 | Q        |
| 2         | New Zealand | Sophie Mackenzie Julia Edward       | 7:19,27 | Q        |
| 3         | Kina        | Wenyi Huang Feihong Pan             | 7:20,94 | Q        |
| 4         | Rumænien    | Ionela-Livia Lehaci Gianina Beleaga | 7:21,38 | B finale |
| 5         | Polen       | Weronika Deresz Martyna Mikolajczak | 7:22,06 | B finale |
| 6         | Japan       | Ayami Oishi Chiaki Tomita           | 7:46,41 | B finale |

### Semifinale 2
| Placering | Land     | Roer                            | Tid     | Note     |
| --------- | -------- | ------------------------------- | ------- | -------- |
| 1         | Holland  | Ilse Paulis Maaike Head         | 7:13,93 | Q        |
| 2         | Canada   | Lindsay Jennerich Patricia Obee | 7:16,35 | Q        |
| 3         | Irland   | Claire Lambe Sinead Lynch       | 7:18,24 | Q        |
| 4         | Danmark  | Juliane Elander Anne Lolk       | 7:20,29 | B finale |
| 5         | USA      | Devery Karz Kathleen Bertko     | 7:22,78 | B finale |
| 6         | Tyskland | Ronja Sturm Marie-Louise Drager | 7:33,21 | B finale |